# Obere Burg (Zwingenberg)
Die Obere Burg Zwingenberg, auch Oberburg oder Alte Burg genannt, ist eine abgegangene Höhenburg, deren ehemaliger Standort sich heute westlich unterhalb der heutigen Jugendherberge und östlich oberhalb der heutigen Bergkirche an der südöstlichen alten Stadtmauer von Zwingenberg im Landkreis Bergstraße in Hessen befindet.

## Geografische Lage
Die Höhenburg befand sich am südöstlichen Ende der südlichen Stadtmauer von Zwingenberg auf dem 132 m ü. NN hohen Hügel über der Altstadt von Zwingenberg.

## Geschichte
Als Erbauer der Burg werden die Grafen von Katzenelnbogen oder das Kloster Lorsch vermutet, das erst im 12. Jahrhundert seinen Besitz an die Grafen von Katzenelnbogen verlor. Es wird angenommen, dass die Burg erste Sicherung des damaligen Dorfes war, das 1012 erstmals erwähnt wurde. Unter den Katzenelnbogener Grafen wurde der Ort schon 1274 zur Stadt ernannt.
Wann die Burg zerfiel, oder ob sie in den Auseinandersetzungen um das Zollwesen um 1301 zwischen den rheinischen Kurfürsten und König Albrecht I. wegen der Parteiergreifung der Grafen von Katzenelnbogen zugunsten der Kurfürsten von Truppen des Königs zerstört wurde, ist unklar. Nach den schriftlichen Urkunden ist nicht exakt zu belegen, ob es sich bei der zerstörten Befestigung um die ältere, im Südosten der Stadt gelegene Höhenburg oder die Wasserburg Zwingenberg handelt. Nach Möller ist die Zerstörung der Wasserburg anzunehmen. Sollte auch die ältere Anlage zu jener Zeit noch bestanden haben, so kann eine Zerstörung beider Befestigungen nicht ausgeschlossen werden.
Nach 1490 findet sich erstmals die Flurbezeichnung „hinter der alten Burg“ auf alten Karten. Um 1500 wurde an der ehemaligen Burgstelle die
Zehntscheuer errichtet. Nach Sattler finden sich in dem Gebäude der heutigen Jugendherberge Reste großer gewölbter Keller und Mauerteile der Burg im Untergeschoss.

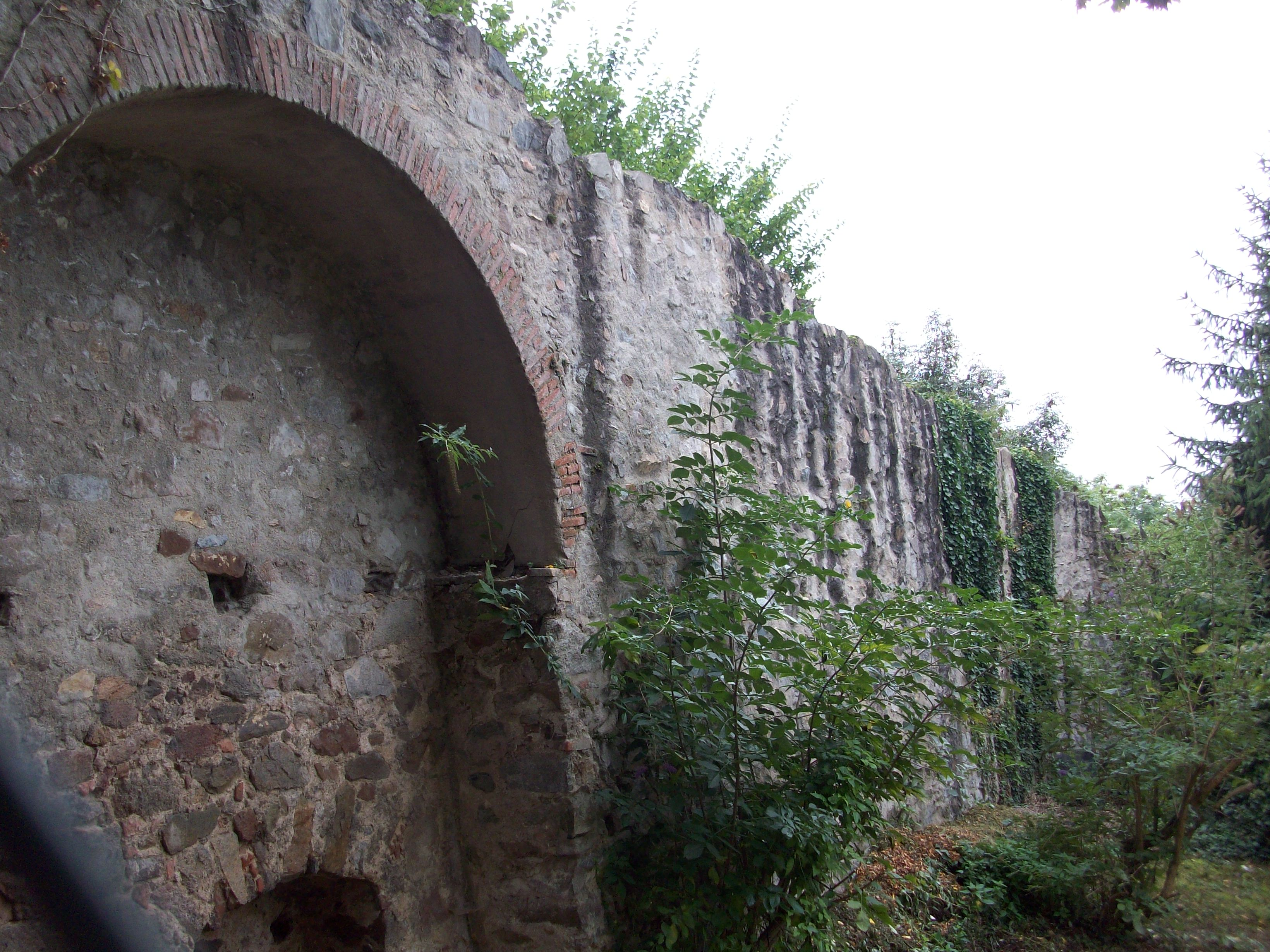
Vermutete Lage der Oberen Burg am bergseitigen Ende der südlichen Stadtmauer von Zwingenberg
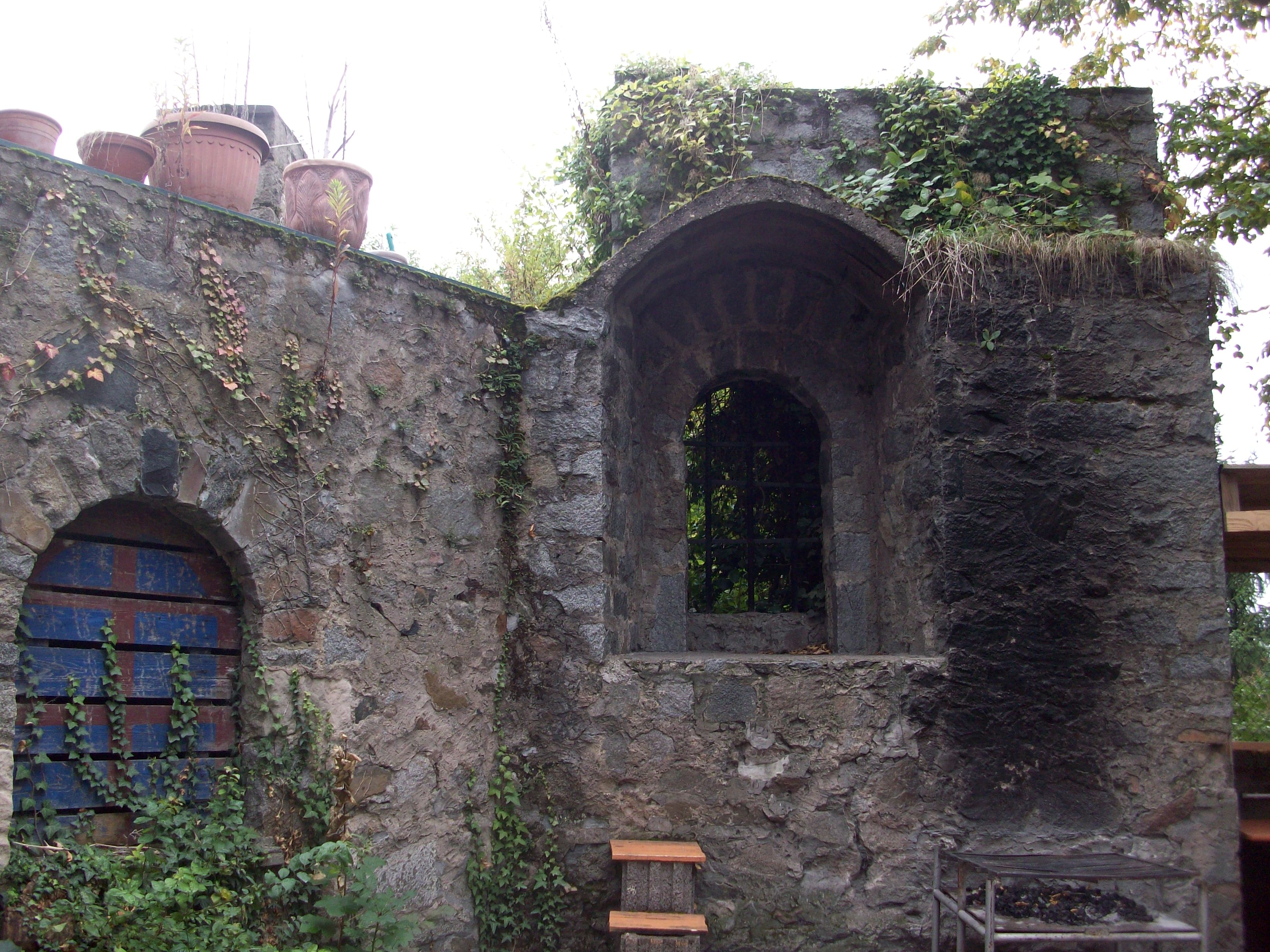
Stadtmauerreste von Zwingenberg, in deren Bereich die Obere Burg lag (Bild nach rechts)